# MBC 3
MBC 3 (em árabe: إم بي سي 3) é um canal infantil dos Emirados Árabes Unidos que foi lançado em 8 de dezembro de 2004 pelo Middle East Broadcasting Center e seu público alvo são crianças de 3 a 13 anos de idade. O canal concentra-se em transmitir programas de animação estrangeiros dublados em árabe, além de produzir sua própria programação original. MBC 3 começou a transmitir progamas da Nickelodeon, incluindo Victorious, iCarly, Sam & Cat, The Thundermans e Drake & Josh após o fechamento da Nickelodeon Arabia em 2011. Esses progamas foram transmitidos em inglês com legendas em árabe. Desenhos animados da Nicktoons, como T.U.F.F. Puppy, The Fairly OddParents e SpongeBob SquarePants também estão presentes no canal, animações da Nick Jr. incluem Dora the Explorer, Go Diego Go e Blue's Room.
MBC 3 é conhecido no Oriente Médio por censurar cenas impróprias para o público islâmico, como romance fora do casamento, cenas de beijo, ângulos estranhos de personagens femininos, cenas sensuais entre pessoas do sexo oposto, homens vestidos com roupas cross-dressing, referências ao álcool e jogos de azar, referências a conteúdo religioso não-islâmico e cenas visualmente grotescas. No entanto, o canal não tem um consenso adequado de sua política de censura, apresentando cortes tão fortemente editados que tornam as continuidades do enredo inconsistentes.